# Campeonato Europeo de Curling Femenino de 2010
El XXXVI Campeonato Europeo de Curling Femenino se celebró en Champéry (Suiza) entre el 4 y el 11 de diciembre de 2010 bajo la organización de la Federación Mundial de Curling (WCF) y la Federación Suiza de Curling.
Las competiciones se realizaron en la Palladium de Champéry.

## Tabla de posiciones
| Pos | Equipo       | G | P | G–P |
| --- | ------------ | - | - | --- |
| 1   | Escocia      | 8 | 1 | –   |
| 2   | Rusia        | 7 | 2 | 1–0 |
| 3   | Suiza        | 7 | 2 | 0–1 |
| 4   | Suecia       | 6 | 3 | –   |
| 5   | Dinamarca    | 5 | 4 | 1–0 |
| 6   | Noruega      | 5 | 4 | 0–1 |
| 7   | Alemania     | 4 | 5 | –   |
| 8   | Letonia      | 2 | 7 | –   |
| 9   | Finlandia    | 1 | 8 | –   |
| 10  | Países Bajos | 0 | 9 | –   |

## Cuadro final
|  | Clasif. a semifinal | Clasif. a semifinal | Clasif. a semifinal |  |  | Semifinal | Semifinal |  |              | Final        | Final |
|  |                     |                     |                     |  |  |           |           |  |              |              |       |
|  | 1                   | Escocia             | 9                   |  |  |           |           |  |              |              |       |
|  | 2                   | Rusia               | 4                   |  |  |           |           |  |              | Escocia      | 6     |
|  |                     |                     |                     |  |  | Rusia     | 5         |  | Suecia       | 8            |       |
|  |                     | Suecia              | 7                   |  |  |           |           |  |              |              |       |
|  | 3                   | Suiza               | 3                   |  |  |           |           |  | Tercer lugar | Tercer lugar |       |
|  | 4                   | Suecia              | 5                   |  |  |           |           |  |              |              |       |
|  |                     |                     |                     |  |  |           |           |  |              | Rusia        | 5     |
|  |                     |                     |                     |  |  |           |           |  |              | Suiza        | 9     |

## Medallistas
| Evento | Oro | Plata                                                              | Bronce                                                                            |
| ------ | --- | ------------------------------------------------------------------ | --------------------------------------------------------------------------------- |
| Equipo | Suecia · Stina Viktorsson · Christina Bertrup · Maria Wennerström · Margaretha Sigfridsson · Agnes Knochenhauer | Escocia Eve Muirhead Kelly Wood Lorna Vevers Anne Laird Anna Sloan | Suiza · Mirjam Ott · Carmen Schäfer · Carmen Küng · Janine Greiner · Irene Schori |